# Suzanne Gagnebin
Pour les articles homonymes, voir Gagnebin.
Suzanne Gagnebin (née Le Coultre le 3 mai 1845 à Lausanne et morte le 3 septembre 1929 au Petit-Saconnex) est une romancière et nouvelliste suisse.

## Biographie
Suzanne Gagnebin publie son premier roman Petite Neil en 1894. Elle écrit ensuite 10 romans qui seront tous publiés chez Payot. Le dernier, Dix cœurs, sorti en 1927, décrit la vie paisible d'un pasteur et de sa paroisse,.
Elle écrit régulièrement des chroniques dans la Feuille d'avis de Lausanne.